# Gérard Fusil
 (janvier 2017).
Si vous disposez d'ouvrages ou d'articles de référence ou si vous connaissez des sites web de qualité traitant du thème abordé ici, merci de compléter l'article en donnant les références utiles à sa vérifiabilité et en les liant à la section « Notes et références ».
Pour les articles homonymes, voir Fusil.
Gérard Fusil (né en 1946), journaliste, homme de radio, a également travaillé pour la presse écrite quotidienne, magazine et pour la télévision. À travers son métier, ses hobbies et ses créations d'évènements, il s'est taillé une réputation internationale dans le monde de l'aventure. 
Grand reporter à Europe 1, il a touché d'abord à l'économie, la politique, l'environnement. Il a effectué des reportages de guerre (guerre du Golfe) et des reportages sportifs (Jeux olympiques, Tour de France, Internationaux de tennis, Coupes de l'América, voile, douze Paris-Dakar et six reconnaissances de parcours, trois Camel Trophy, un Paris-Pékin, plusieurs courses en montagne…) 
Gérard Fusil a aussi participé à de nombreuses courses en multicoque et en monocoque effectuant trois traversées de l'Atlantique en course et accrochant à son palmarès le record de la traversée de l'Atlantique en 1981. Il était l'un des trois équipiers de Marc Pajot sur le trimaran Elf-Aquitaine pour traverser l'atlantique en 9 jours et 10 heures. 
Voyageur impénitent, il découvre une nouvelle manière d'explorer le monde, de le faire connaître, mais aussi et surtout de le préserver et fait de l'aventure son métier. 
En 1987, Gérard Fusil a eu l'idée d'une grande aventure sport nature : deux ans plus tard il créait le premier Raid Gauloises.  
Il en a dirigé l'organisation jusqu'en 1996, faisant de cette épreuve la référence en matière de « sport-nature » à travers les destinations suivantes : Nouvelle-Zélande, Costa Rica, Nouvelle-Calédonie, Sultanat d'Oman, Madagascar, Malaisie, Argentine, Afrique du Sud et Lesotho. Les Raids Gauloises suivants furent organisés par Alain Gaimard (Saga d'Aventures) : Équateur en 1997, Trans-himalayenne Tibet/Népal en 2000, Vietnam en 2002, Kyrgyzstan en 2003. En 2004, le Raid Gauloises évolua en fait vers un format de "World Series" et fut rebaptisé le Raid World Championship avant de disparaître.
À la fin du XXe siècle, le concept d'épreuve aventure a rejoint les grandes idées de notre époque. Gérard Fusil lance alors un nouveau challenge. Il organise en avril 1999 aux Philippines, la première compétition d'aventure et d'échange, l' « Elf Authentique Aventure ». Cette grande expédition en compétition allie l'engagement sportif à des critères éthiques, la découverte des richesses humaines et naturelles. Elle mêle dans la même aventure les meilleurs athlètes et les simples amoureux du sport et de la découverte. La compétition et les échanges entre le pays hôte et les concurrents venus du monde entier sont une réussite. 
La seconde édition s'est déroulée du 14 au 29 avril 2000 dans le Nordeste du Brésil et a fait de l'Authentique Aventure la première compétition mondiale « Sport-Nature-Aventure » avec notamment près de 500 heures de diffusions télé dans le monde.
De 2001 à 2004, Gérard Fusil, présente  « Les Yeux de l’Aventure » une série d'émissions d'aventure-découverte diffusées quotidiennement sur la chaîne « Escales ». Parallèlement il organise pour la promotion de l’Île de La Réunion : « Réunion d’Aventures » (6 éditions), puis, avec les autorités omanaises le plus grand Bike and run du monde au Sultanat d’Oman : Oman Adventure (3 éditions).
En juillet/août 2008, il lance la première édition d’une nouvelle aventure sportive qui traverse la France profonde, le « Raid Canéo Nature ». Versailles à Marseille : à pied, à cheval, en roller, en canyoning, en escalade, en spéléologie et en kayak…
Parallèlement, Gérard Fusil, met son expérience de communicant au service de la fondation « Architectes de l'Urgence » depuis novembre 2009.
Gérard Fusil est auteur de deux livres sur le Paris-Dakar,  de trois livres sur le Raid Gauloises et d'un livre qui narre des dessous des journalisme et de ronds événement qu'il a couverts ou organisés : "Aller où personne ne va " (éditions Dacres) . Il est chevalier des Arts et des Lettres.